# Polysphaeria capuronii
Polysphaeria capuronii är en måreväxtart som beskrevs av Bernard Verdcourt. Polysphaeria capuronii ingår i släktet Polysphaeria och familjen måreväxter. Inga underarter finns listade i Catalogue of Life.